# 와다 케이이치
와다 케이이치(和田 圭市, 1968년 3월 24일 ~ )는 일본의 배우이다. 본명은 와다 노리후사(和田 宣房)이다. 키 178 cm, 체중 69 kg. 현재는 프리에서 활동 중이다.(과거에는 오오타 프로덕션 → 쿠라카 잭 191→ 와일드 신구 소속이었다.)

## 내력
1980년대 후반에는 고교 시절 체조 경험을 활용, 오노 검우회에 1년 정도로 재적하고 액션을 배우는 등, 본명에 활동을 시작했다. 본인에 의하면 영화에 단역으로 출연하거나 《광전대 마스크맨》과 《형제권 바이크로져》의 쇼에도 나왔다는 것이다. 1991년에는 제16회 호리프로 탤런트 스카우트 캐러밴 제1회 뛰어 일본 남아)에도 출전했다.
와다 케이이치의 예명에서는 1993년 《오성전대 다이레인저》에서 류레인저/천화성 료 역으로 데뷔하고, 와다가 스스로 류레인저의 액션을 하고 있다. 이번이 몇개인가 있지만, 류샤 레인저의 슈트 배우·오오후지 나오키보다 체격이 좋고 "어깨와 허벅지가 팔딱팔딱의 류레인저"로 등장한다. 이 작품에서 공연한 것이 인연으로 나카 코지에 오래 사사하고 2003년 봄까지 연기를 중심으로 배웠다. 당시 소속하던 사무소는 속이 주재하는 연극 학원 「스튜디오 191」의 탤런트 매니지먼트 부문이었다.
《다이레인저》 이후에도 특수 촬영 프로그램에서는 1994년 《블루 스와트》, 1995년 《중갑 B-파이터》, 1998년에는 원곡 프로 제작 《울트라맨 다이나》에 게스트 출연을 하고 1999년 《구급전대 고고파이브》의 오리지널 비디오판에서 수의 법칙 헌터 지크를 2002년 《가면라이더 류우키》 스페셜에서 초대 류우키」, 사카키바라 고이치를 2008년에는 《토미카히어로 레스큐포스》에서 적 수령 다엔(초대 R1것 대연 대장)을 맡았다. 특히 류우키는 류레인저와 같은 「붉은 용 전사」이며, 와다 자신도 당시 인터뷰에서 그 일에 언급하며, 「그런 의미에서 「초대(류우키)」라고 자칭할 수 있는 것은 기쁨이라고 발언한다(《New Type THE LIVE Extra 가면라이더 류우키 THE SPECIAL》에서).
현재는 드라마 오리지널 비디오·무대·이벤트 등에서 활약, 최근에는 뮤지컬이나 가정용 게임, 아케이드 게임 중의 모션도 많이 담당하고 활약의 장소를 펼치고 있다. 레드 액션 클럽에서 액션을 배우고 있다.
가라오케 비디오에 다수 출연하고 있는 것으로도 유명하다. 총 출연수는 400개를 넘는다고 한다.
2001년에 결혼. 취미는 오토바이, 드라이브, 특기는 액션, 난투 장면.
2011년 6월 11일 공개 《고카이저 고세이저 슈퍼 전대 199 히어로 대결전》에서는 약 17년 만에 류레인저/"천화성 료"를 맡아 또 본편의 《해적전대 고카이저》 제33화에서 다시 이로 게스트 출연한다.

## 출연

### 드라마
- 1993년 ANB 《오성전대 다이레인저》... 류레인저/료 역
- 1994년 ANB 《블루 스와트》... 켄조 모리 역(제40화)
- 1995년 ANB 《중갑 B-파이터》... 이와타 카즈마 역
- 1995년 NTV 《사랑도 2번째라면》
- 1996년 ANB 《토요 와이드 극장 〈SL야마구치 선 귀부인호 터널 살인!?〉》 ... 후지시마 형사 역
- 1997년 TBS 《울트라맨 다이나》... 후지쿠라 역
- 1998년 TVA 《덜떨어진형사순정파 11》... 키쿠치 히로시 역
- 1999년 TX 《보이 슬로거》... 항만 경찰청 특수대원 역
- 1999년 NHK 《스즈랑》... 카츠라기 노부오 역
- 1999년 FNN 《금요 엔터테인먼트 〈지옥의 신부 1인터넷 스토커 연속 살인의 덫!〉》... 모리무라 미키히코 역
- 2000년 NTV 《천사가 사라진 거리》... 형사 역
- 2000년 NTV 《신주쿠 폭주 구급대》... 제5화 게스트 사나다 역
- 2002년 ANB 《시공경찰 벡카 D-02》... PHASE.9&9.5 히로시 고드 역
- 2002년 ANB 《가면라이더 류우키 스페셜 13RIDERS》... 사카키바라 고이치/초대 가면라이더 류우키(목소리) 역
- 2008년 TVA 《토미카히어로 레스큐포스》... 다엔(R1 오부치) 역
- 2011년 ANB 《해적전대 고카이저》... 료(류레인저) 역
- 2012년 ANN 《비공인전대 아키바레인저 시즌 痛》... 아카기 노부오(오성전대 다이레인저)/류레인저(목소리) 역

### 영화
- 1988년 《이 가슴의 설렘을》
- 1992년 《으랏차차 스모부》
- 1993년 《극장판 오성전대 다이레인저》... 천화성 료(류레인저) 역
- 1994년 《슈퍼 전대 월드》... 류레인저 역
- 2001년 《17세, 그대가 있던 여름, Last Letter》... 타키자와 카즈유키 역
- 2011년 《고카이저 고세이저 슈퍼 전대 199 히어로 대결전》... 료/류레인저 역